# Callimation pontificum
Callimation pontificum är en skalbaggsart som beskrevs av Thomson 1857. Callimation pontificum ingår i släktet Callimation och familjen långhorningar. Inga underarter finns listade.